# East Hill-Meridian
East Hill-Meridian és una concentració de població designada pel cens dels Estats Units a l'estat de Washington. Segons el cens del 2000 tenia 29.308 habitants.

## Demografia
Segons el cens del 2000, East Hill-Meridian tenia 29.308 habitants, 9.845 habitatges, i 7.856 famílies. La densitat de població era de 1.267,2 habitants per km².
Dels 9.845 habitatges en un 44,1% hi vivien nens de menys de 18 anys, en un 65,7% hi vivien parelles casades, en un 9,8% dones solteres, i en un 20,2% no eren unitats familiars. En el 15,1% dels habitatges hi vivien persones soles el 3,8% de les quals corresponia a persones de 65 anys o més que vivien soles. El nombre mitjà de persones vivint en cada habitatge era de 2,97 i el nombre mitjà de persones que vivien en cada família era de 3,31.
Per edats la població es repartia de la següent manera: un 30,3% tenia menys de 18 anys, un 6,9% entre 18 i 24, un 32,5% entre 25 i 44, un 23,1% de 45 a 60 i un 7,3% 65 anys o més.
L'edat mediana era de 35 anys. Per cada 100 dones de 18 o més anys hi havia 97,6 homes.
La renda mediana per habitatge era de 65.721 $ i la renda mediana per família de 70.598 $. Els homes tenien una renda mediana de 49.623 $ mentre que les dones 35.241 $. La renda per capita de la població era de 23.621 $. Aproximadament el 3,6% de les famílies i el 4,4% de la població estaven per davall del llindar de pobresa.

## Poblacions més properes
El següent diagrama mostra les poblacions més properes.